# لسانيات معرفية

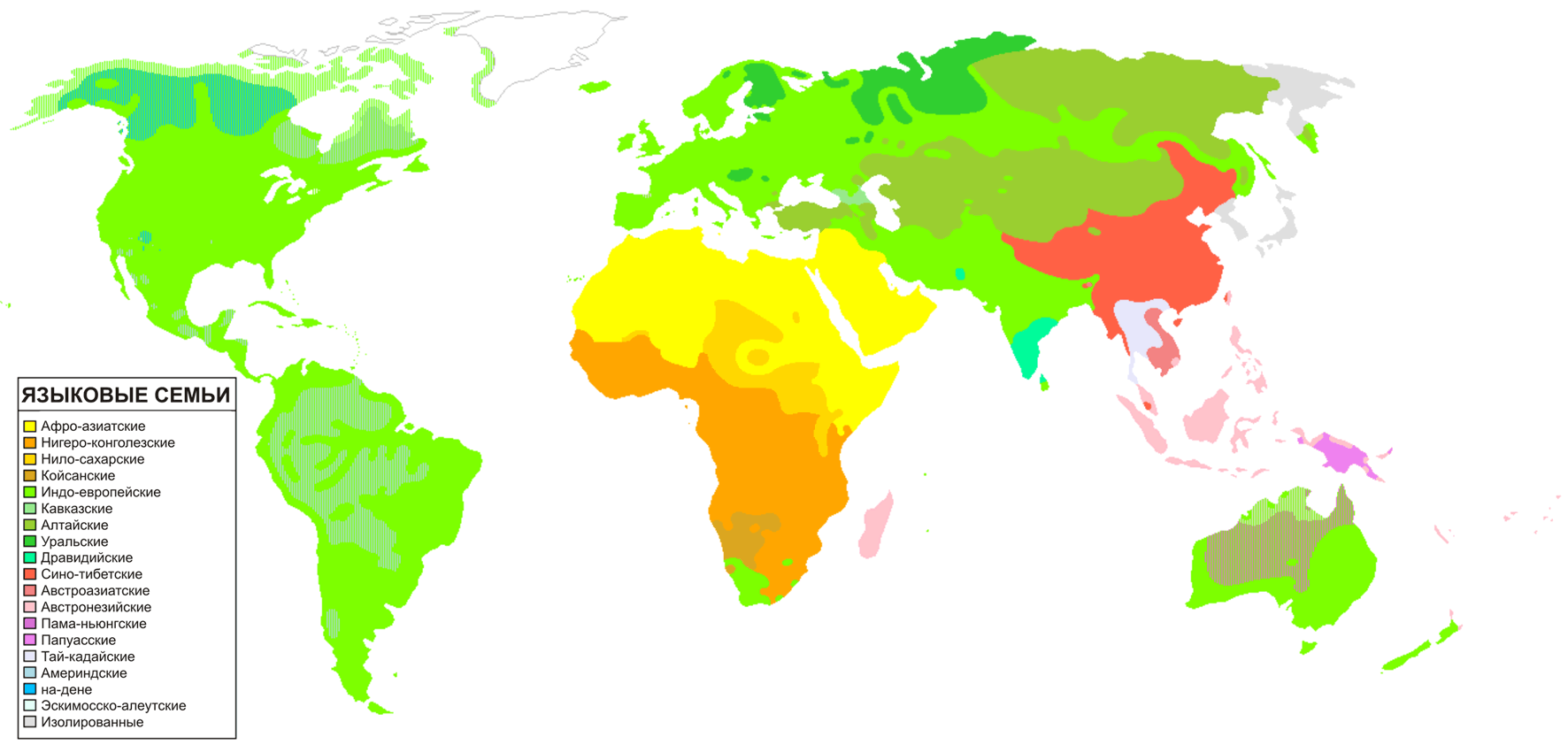

اللغويات المعرفية تشير إلى فرع من اللسانيات الذي يفسر اللغة من حيث المفاهيم العالمية في بعض الأحيان، محددة في بعض الأحيان للسان معين، والتي تكمن وراء أشكاله. وهكذا يرتبط بشكل وثيق مع معاني الكلمات ولكن يختلف عن علم اللغة النفسي، الذي توجه على النتائج التجريبية من علم النفس المعرفي من أجل شرح العمليات العقلية التي تكمن وراء حيازة وتخزين وإنتاج وفهم الكلام والكتابة.
تتميز اللغويات المعرفية بالالتزام بثلاث وظائف مركزية.
أولا، من ينكر أن هناك قابلية لغوية مستقلة في العقل.
ثانيا، تفهم قواعد اللغة من حيث المفاهيم.
وثالثا، يدعي أن معرفة اللغة تنشأ من استخدامها.
أخيرًا، تقول اللغويات المعرفية إنَّ تلك اللغة تتجسد وتقع في بيئة معينة على حد سواء. وهذا يمكن اعتباره فرع معتدل من فرضية سابير وورف، حيث أن اللغة والإدراك تؤثر على بعضها بعضا وكلاهما جزء لا يتجزأ من الخبرات وبيئات مستخدميها.

## الوظائف المركزية الثلاث
اللغويات المعرفية تنفي أن العقل لديه أي وحدة للغة الاستحواذ، والتي هي فريدة من نوعها ومستقلة. هذا يقف على النقيض من الموقف المتبنى في مجال علم النحو الإنتاجي أو التوليدي. على الرغم من أن علماء اللغويات المعرفية لا تنفي بالضرورة أن جزء من القدرة اللغوية للإنسان هو فطري، هم ينكرون أنه منفصل عن بقية الإدراك. إنها كذلك ترفض مجموعة من الآراء في العلوم المعرفية مما يشير إلى أن هناك أدلة على نمطية اللغة. خروجا على التقليد من دلالات الحقيقة المشروطة، اللغويين المعرفيين عرضوا المعنى من حيث المفاهيم. بدلا من النظر في المعنى من حيث نماذج من العالم، ومشاهدته من حيث المساحات العقلية.
يقولون أن معرفة الظواهر اللغوية - أي، الصوتيات، الصرف، وبناء - هي المفاهيم أساسا في الطبيعة. ومع ذلك، فإنها تؤكد أن تخزين واسترجاع البيانات اللغوية لا يختلف كثيرا عن تخزين واسترجاع المعارف الأخرى، وبأن استخدام اللغة في فهم توظف قدرات إدراكية مماثلة لتلك المستخدمة في مهام غير لغوية أخرى.

## مجالات الدراسة
ينقسم علم اللغة المعرفي في ثلاثة مجالات رئيسية للدراسة:
- الدلالات الإدراكية، تتعامل بشكل رئيسي مع معاني الكلمات المعجمية، وفصل دلالات (المعنى) في معنى البناء وتمثيل المعرفة.
- النهج المعرفية، النحو وأساسا التعامل مع النحو والصرف والمناطق الموجهة قواعد اللغة تقليديا أكثر الأخرى.
- علم الأصوات المعرفي، والتعامل مع تصنيف من المراسلات بين مختلف الصرفية والصوتية متواليات.

جوانب الإدراك التي تهم اللغويات المعرفية وتشمل:
- قواعد البناء والنحو المعرفي.
- استعارة المفاهيم والمزج بينهم.
- مخططات الصور وديناميات القوة.
- منظمة المفاهيمية: تصنيف، الكناية، دلالات الإطار.
- الذاتية.
- لفتة ولغة الإشارة.
- النسبية اللغوية.
- اللسانيات الثقافية.

اللغويات المعرفية، أكثر من اللغويات الانتاجية، وتسعى لشبكة هذه النتائج معاً في تماسك تام. وينشأ المزيد من التعقيد لأن مصطلحات اللغويات المعرفية ليست مستقرة تماما، على حد سواء لأنه حقل جديد نسبيا، ولأنه يواجه عدد من التخصصات الأخرى.
الأفكار والتطورات من اللغويات المعرفية أصبحت الطرق المقبولة لتحليل النصوص الأدبية، أيضا. الشعرية المعرفية، لأنها أصبحت معروفة، أصبحت جزءً هاما من الأساليب الحديثة.

## الخلاف حولها
هناك استعراض من كبير ونقاش في مجال اللغويات بشأن اللغويات المعرفية، وقد جادل النقاد اللغويات المعرفية في أن معظم الأدلة من وجهة النظر المعرفية يأتي من البحوث في البراغماتية وعلم دلالات الألفاظ، والبحث في المجاز واختيار حرف الجر. فهي تشير إلى أنها ينبغي أن توفر إعادة تحليلات من الموضوعات في بناء الجملة وعلم الأصوات التي يتم فهمها من حيث المعرفة مستقلة (جيبس 1996). وهناك أيضا الجدل والنقاش في مجال بشأن التمثيل ووضع المصطلحات في قواعد اللغة وقواعد اللغة العقلي الفعلي للمتكلمين. ومن المؤكد أن الاختلاف لغة تحتاج إلى شرح فيما يتعلق بقواعد النحوية العامة ومناطق الحكم الذاتي. ويقول رأي آخر هذه التعابير لا تشكل الوحدات الدلالية ويمكن معالجتها بشكل إنشائي (لانجلوتز 2006)